# 灰白毛莓
灰白毛莓（学名：Rubus tephrodes）是蔷薇科悬钩子属的植物。分布于台灣本島以及中国大陆的湖南、江西、安徽、贵州、广西、湖北、广东等地，生长于海拔1,500米的地区，多生于路旁、山坡以及灌丛中，目前尚未由人工引种栽培。

## 异名
- Rubus tephrodes Hance var. ampliflorus (Levl. et Vant.) Hand.-Mazz.
- Rubus tephrodes Hance var. setosissimus Hand.-Mazz.